# Heathens
«Heathens» — песня, записанная американским дуэтом Twenty One Pilots и выпущенная как главный сингл саундтрека фильма «Отряд самоубийц» в июне 2016 лейблом Atlantic Records. Песня была написана Тайлером Джозефом и спродюсирована вместе с Майком Элизондо. «Heathens» заняла второе место в американском чарте Billboard Hot 100, достигнув результата наиболее успешной к тому моменту песни дуэта «Stressed Out». Также сингл был номинирован на три премии Грэмми на 59-й ежегодной церемонии.

## История создания сингла
16 июня 2016 года песня утекла на платформу Reddit. Спустя несколько часов группа разместила твит, содержащий послание на азбуке Морзе (- .- -.- . .. — … .-.. — .--), которое переводится как "takeitslow" — эта фраза содержится в тексте песни. В тот же день состоялась премьера нового сингла, а также стало известно, что он станет саундтреком к супергеройскому фильму «Отряд Самоубийц».
Когда я начинал писать эту песню, в первую очередь я хотел, чтобы она была песней Twenty One Pilots. Мне хотелось, чтобы она нашла отклик у наших поклонников и имела смысл во время выступлений. Тематика фильма вдохновила меня на начало песни, однако, чем дальше писались слова и музыка, тем больше я понимал, что это именно наше творчество.

## Коммерческий успех
24 сентября 2016 года песня достигла второй строчки чарта Billboard Hot 100 и занимала ее в течение четырех недель подряд, уступав только песне The Chainsmokers «Closer». «Heathens» продержалась 18 недель подряд в топ-10, став третьим хитом дуэта, вошедшим в него, и 31 декабря 2016 года покинула его.
Благодаря песням "Heathens" и "Ride", занимавшем четвертое и пятое место в одну и ту же неделю, Twenty One Pilots стала третьим исполнителем после The Beatles и Элвиса Пресли, имевшем одновременно несколько рок-композиций в пятерке Hot 100 за всю историю чарта. «Heathens» достигла первой строчки Hot Rock Songs и занимала ее 30 недель, что ставит сингл на второе место по времени первенства этого чарта. Песня также заняла первое место в чарте Alternative Songs и попала в топ-20 разных чартов по всему миру.

## Музыкальное видео
Видео на песню было выпущено на канале лейбла Fueled by Ramen 21 июня 2016 года. Клип выиграл награду в номинации «Лучшее рок-видео» на церемонии MTV Video Music Award 2016.

## Живые выступления
В первый раз группа выступила с песней «Heathens» 28 июня 2016 года в городе Шарлотт, Северная Каролина во время тура Emotional Roadshow World Tour. Также дуэт исполнил песню во втором эпизоде сорок второго сезона вечерней передачи Saturday Night Live.

## Участники в создании композиции
- Тайлер Джозеф — вокал, фортепиано, бас, музыкальное программирование
- Джош Дан — ударные, перкуссия
- Майк Элизондо — клавишные

## Чарты
| Чарт (2016)                                  | Лучшая позиция |
| -------------------------------------------- | -------------- |
| Аргентина (Monitor Latino)                   | 7              |
| Австралия (ARIA)                             | 3              |
| Австрия (Ö3 Austria Top 40)                  | 4              |
| Беларусь (Unistar Radio Top 20)              | 5              |
| Бельгия/Фландрия (Ultratop 50)               | 10             |
| Бельгия/Валлония (Ultratop 50)               | 16             |
| Канада (Billboard Canadian Hot 100)          | 3              |
| СНГ (TopHit)                                 | 7              |
| Канада (Billboard AC)                        | 45             |
| Канада (Billboard CHR/Top 40)                | 5              |
| Канада (Billboard Hot AC)                    | 15             |
| Канада (Billboard Rock)                      | 6              |
| Колумбия (National-Report)                   | 74             |
| Чехия (Rádio — Top 100)                      | 1              |
| Чехия (Singles Digitál Top 100)              | 1              |
| Дания (Tracklisten)                          | 11             |
| Финляндия (Suomen virallinen lista)          | 6              |
| Франция (SNEP)                               | 4              |
| Германия (GfK)                               | 9              |
| Германия (Airplay Chart)                     | 7              |
| Венгрия (Rádiós Top 40)                      | 23             |
| Венгрия (Single Top 40)                      | 7              |
| Венгрия (Stream Top 40)                      | 2              |
| Ирландия (IRMA)                              | 4              |
| Италия (FIMI)                                | 11             |
| Ливан (Lebanese Top 20)                      | 9              |
| Нидерланды (Dutch Top 40)                    | 10             |
| Нидерланды (Single Top 100)                  | 12             |
| Новая Зеландия (Recorded Music NZ)           | 2              |
| Норвегия (VG-lista)                          | 4              |
| Польша (Polish Airplay Top 100)              | 8              |
| Португалия (AFP)                             | 4              |
| Россия (TopHit)                              | 9              |
| Шотландия (OCC Scotland)                     | 5              |
| Словакия (Rádio — Top 100)                   | 37             |
| Словакия (Singles Digitál Top 100)           | 1              |
| Словения (SloTop50)                          | 30             |
| Испания (PROMUSICAE)                         | 28             |
| Швеция (Sverigetopplistan)                   | 6              |
| Швейцария (Schweizer Hitparade)              | 3              |
| Великобритания (OCC UK Singles)              | 5              |
| США (Billboard Hot 100)                      | 2              |
| США (Billboard Adult Pop Airplay)            | 2              |
| США (Billboard Dance Club Songs)             | 16             |
| США (Billboard Dance/Mix Show Airplay)       | 11             |
| США (Billboard Hot Rock & Alternative Songs) | 1              |
| США (Billboard Mainstream Rock)              | 20             |
| США (Billboard Pop Airplay)                  | 2              |
| США (Billboard Rhythmic)                     | 33             |

| Чарт (2016)                          | Позиция  |
| ------------------------------------ | -------- |
| Argentina (Monitor Latino)           | 62       |
| Australia (ARIA)                     | 27       |
| Austria (Ö3 Austria Top 40)          | 18       |
| Belgium (Ultratop Flanders)          | 53       |
| Belgium (Ultratop Wallonia)          | 75       |
| Canada (Canadian Hot 100)            | 22       |
| CIS (Tophit)                         | 62       |
| Denmark (Tracklisten)                | 64       |
| France (SNEP)                        | 117      |
| Germany (Official German Charts)     | 34       |
| Italy (FIMI)                         | 45       |
| Netherlands (Single Top 100)         | 65       |
| New Zealand (Recorded Music NZ)      | 24       |
| Russia (Tophit)                      | 67       |
| Switzerland (Schweizer Hitparade)    | 34       |
| UK Singles (Official Charts Company) | 38       |
| US Billboard Hot 100                 | 21       |
| US Adult Top 40 (Billboard)          | 37       |
| US Hot Rock Songs (Billboard)        | 3        |
| US Mainstream Top 40 (Billboard)     | 29       |
| Chart (2017)                         | Position |
| Canada (Canadian Hot 100)            | 67       |
| Hungary (Single Top 40)              | 82       |
| Hungary (Stream Top 40)              | 92       |
| Israel (Media Forest)                | 39       |
| Switzerland (Schweizer Hitparade)    | 81       |
| US Billboard Hot 100                 | 58       |

## Сертификации
| Регион | Сертификация  | Продажи   |
| --- | ------------- | --------- |
| Австралия (ARIA) | 2× Платиновый | 140 000   |
| Канада (Music Canada) | Бриллиантовый | 800 000   |
| Дания (IFPI Danmark) | Платиновый    | 90 000    |
| Германия (BVMI) | Платиновый    | 400 000   |
| Италия (FIMI) | 3× Платиновый | 150 000   |
| Новая Зеландия (RMNZ) | Платиновый    | 15 000*   |
| Великобритания (BPI) | 3× Платиновый | 1 800 000 |
| США (RIAA) | 7× Платиновый | 2 123 052 |
| * Данные о продажах приведены только на основе сертификации. · ^ Данные о тиражах приведены только на основе сертификации. · Данные о продажах + прослушиваниях приведены только на основе сертификации. |               |           |

## История релизов
| Страна | Дата         | Формат                        | Лейбл    |
| ------ | ------------ | ----------------------------- | -------- |
| Мир    | 16 июня 2016 | Цифровая дистрибуция стриминг | Atlantic |
| США    | 20 июня 2016 | Contemporary hit radio        | Atlantic |